# Lincoln LaPaz
Lincoln LaPaz (12 tháng 2 năm 1897 – 19 tháng 10 năm 1985) là nhà thiên văn học người Mỹ đến từ Đại học New Mexico và là người tiên phong trong nghiên cứu về thiên thạch.

## Tiểu sử

### Thiếu thời
Ông chào đời tại Wichita, Kansas vào ngày 12 tháng 2 năm 1897, cha là Charles Melchior LaPaz và mẹ là Emma Josephine (Strode). Ông lấy bằng Cử nhân Khoa học Xã hội năm 1920 về toán học tại trường Đại học Fairmont (hiện tại là Đại học Tiểu bang Wichita) và cũng giảng dạy ở đó từ năm 1917 đến 1920. Ông lấy bằng thạc sĩ thông qua học bổng tại Đại học Harvard, hoàn thành vào năm 1922. Vào ngày 18 tháng 6 năm 1922, ông kết hôn với Leota Ray Butler và sau đó có hai con, Leota Jean và Mary Strode. Từ năm 1922 đến 1925, ông giảng dạy tại Đại học Dartmouth.
Ông nhận bằng tiến sĩ vào năm 1928 tại Đại học Chicago, nơi ông được hướng dẫn trong một thời gian ngắn và đóng vai trò là Nghiên cứu sinh Quốc gia. Năm 1930, ông là trợ lý giáo sư tại Đại học Tiểu bang Ohio và trở thành phó giáo sư vào năm 1936 và cuối cùng là giáo sư năm 1942, trong thời gian giảng dạy, ông còn giúp phát triển chương trình toán học sau đại học.

### Sự nghiệp
LaPaz đã rời khỏi bang Ohio đến Bãi Thí nghiệm New Mexico trong Thế chiến II, tại đây ông là Nhà toán học nghiên cứu, và sau đó là Giám đốc kỹ thuật, Bộ phận Phân tích Chiến dịch, đội Không quân thứ hai. Đây là nơi ông trở nên quan tâm đến đạn đạo cũng như thiên thạch. Công việc của ông với Không quân thứ hai bao gồm điều tra về bom khinh khí cầu Fu-Go của Nhật Bản đã đến nước Mỹ.
Năm 1945, ông làm việc tại Đại học New Mexico đồng thời thành lập Viện Khí tượng học và giữ luôn chức Giám đốc cho đến năm 1966.
Từ năm 1945 đến 1953 LaPaz là Trưởng khoa Toán học và Thiên văn học. Từ năm 1953 đến 1962, ông là Giám đốc Bộ môn Thiên văn học tại trường đại học. Năm 1952, khi đang là Giám đốc của Viện Khí tượng học tại trường đại học, ông đã nghiên cứu về Thiên thạch Hồ Murray.

### Điều tra UFO
Trong UFO học, tên tuổi của LaPaz thường gắn liền với các cuộc điều tra UFO thay mặt cho quân đội vào cuối những năm 1940 và đầu những năm 1950. Các cuộc điều tra này bao gồm Sự cố UFO tại Roswell năm 1947, quả cầu lửa xanh lá cây N.M., bắt đầu vào cuối năm 1948 và tiếp tục trong những năm 1950, và tìm kiếm các vệ tinh quay quanh Trái đất vào năm 1954 cùng với đồng nghiệp N.M. là nhà thiên văn học Clyde Tombaugh. Tuy nhiên, chỉ có sự liên kết của LaPaz với các cuộc điều tra về quả cầu lửa xanh lá cây cho Không quân được ghi lại kỹ lưỡng và là một sự thật lịch sử.
LaPaz đã có hai lần nhìn thấy UFO của riêng mình. Lần đầu tiên xảy ra với gia đình của ông vào ngày 10 tháng 7 năm 1947, chỉ hai ngày sau sự cố Roswell UFO lẫy lừng và chỉ cách 70 dặm về phía bắc Roswell nằm gần Fort Sumner, N.M. Theo báo cáo trong một bài báo trên tạp chí LIFE về UFO vào năm 1952, mặc dù LaPaz đã không xác định vào thời điểm đó, "cả bốn chúng tôi gần như đồng thời nhận ra một vật thể sáng tò mò gần như bất động" giữa những đám mây. "Như đã thấy được chiếu lên những đám mây đen này, vật thể mang lại ấn tượng mạnh nhất về độ tự sáng." Nó "cho thấy một đường viền đều đặn và chắc chắn, cụ thể là một trong những đặc tính hình elip mịn và cứng hơn nhiều so với các cạnh của đám mây... Màu sắc của vật thể phát sáng có phần trắng hơn ánh sáng của Sao Mộc trên bầu trời tối, không phải nhôm hay màu bạc.... Vật thể này thể hiện rõ ràng một loại chuyển động lắc lư... Chuyển động lắc lư này đóng vai trò làm nổi bật vật thể như một vật cứng, nếu không phải là vật rắn." Sau khi đứng yên khoảng 30 giây, nó đột nhiên tăng tốc. "Sự phóng lên đột ngột đáng kinh ngạc này hoàn toàn thuyết phục tôi rằng chúng ta đang đối phó với một thiết bị trên không hoàn toàn mới lạ."
Lần chứng kiến thứ hai là một quả cầu lửa xanh lá cây, ngay sau khi ông bắt đầu điều tra hiện tượng cho Không quân vào tháng 12 năm 1948. Vụ việc xảy ra vào ngày 12 tháng 12 và hiện tượng này cũng được nhìn thấy ở Los Alamos, cho phép LaPaz tiến hành phép đạc tam giác. Điều này cho thấy đường đi của vật thể trực tiếp bay qua Los Alamos rất nhạy cảm. Trong một bức thư được phân loại cho Không quân vào ngày 20 tháng 12, LaPaz đã viết rằng vật thể di chuyển quá chậm để trở thành một thiên thạch và không để lại "vệt tia lửa hay đám mây bụi" như điển hình của các thiên thạch bay ở độ cao thấp. Đặc điểm bất thường khác là màu xanh lá cây đậm ở mức cao, độ cao thấp chỉ khoảng 8–10 dặm còn lộ ra không có âm thanh, bằng phẳng chứ không phải quỹ đạo hình cung, và bật và tắt giống như một công tắc đèn. Điều tra nhiều vụ nhìn thấy quả cầu lửa xanh lá cây khác, LaPaz đã đưa ra kết luận tương tự và quyết định chúng có thể là vật thể có nguồn gốc nhân tạo, có lẽ là thiết bị gián điệp của Nga. Các cuộc điều tra về quả cầu lửa màu xanh lá cây của LaPaz cũng được đề cập trong bài báo của tạp chí LIFE năm 1952, và vợ ông cũng đã thực hiện một bức tranh về một quả cầu lửa màu xanh lá cây.
Liên quan đến sự cố Roswell năm 1947, ít nhất ba nhân chứng, trong đó có hai nhân chứng liên quan đến phản gián của Quân đội và Không quân, cho rằng LaPaz đã được đưa vào sau sự kiện UFO ở Roswell để phỏng vấn các nhân chứng và tái tạo quỹ đạo của vật thể gặp nạn.
Vào tháng 8 năm 1954, một câu chuyện đã phá vỡ trên báo chí rằng Tombaugh và LaPaz, làm việc thay mặt quân đội, đã tìm thấy hai vệ tinh "tự nhiên" chỉ 400 và 600 dặm ra rằng thời gian gần đây đã đi vào quỹ đạo. LaPaz lúc đầu kịch liệt phủ nhận rằng ông có liên quan đến bất kỳ cách nào, và sau đó phủ nhận rằng mọi thứ đã được tìm thấy, cũng như Tombaugh. Tuy nhiên, việc Tombaugh thực sự tham gia vào một cuộc tìm kiếm như vậy đã là kiến thức công khai từ các thông cáo báo chí trước đó, cũng như kiến thức của LaPaz về tìm kiếm từ các cuộc thảo luận với Tombaugh, ngay cả khi ông không trực tiếp tham gia.
Năm 1964, LaPaz cũng tham gia vào cuộc điều tra về sự cố UFO Socorro nổi tiếng, trong đó một cảnh sát viên Socorro tên Lonnie Zamora nhìn thấy một vật thể hình quả trứng nhỏ, nhìn thấy hai sinh vật dạng người gần đó, và sau đó khi anh ta tiếp cận trong vòng 50 feet, vật thể phóng lên không trung và nhanh chóng biến mất. LaPaz đã phỏng vấn Zamora và chứng nhận anh ta là nhân chứng.
Niềm tin thực sự của LaPaz về nguồn gốc của UFO có một chút sai lầm. Hai nhân chứng đã nói rằng LaPaz nói với họ rằng anh ta cho rằng vật thể trong vụ tai nạn Roswell là một tàu thăm dò ngoài hành tinh không người lái. Những quả cầu lửa màu xanh lá cây mà ông cũng cảm thấy có nguồn gốc nhân tạo vì đặc điểm dị thường của chúng. Nhưng các tài liệu của chính phủ và các tuyên bố công khai cho thấy rõ rằng ông nghĩ chúng có lẽ là thiết bị gián điệp của Nga.
Những bình luận cuối cùng được biết đến của LaPaz về UFO và những quả cầu lửa màu xanh lá cây xảy ra vào năm 1965 trong chuyến viếng thăm của nhà thiên văn học J. Allen Hynek, một nhà tư vấn cho cuộc điều tra UFO Dự án Blue Book của Không quân Mỹ. Hynek cũng đang điều tra vụ việc Socorro. Theo Hynek, LaPaz cảm thấy những quả cầu lửa là phần quan trọng nhất của hiện tượng UFO. Ông vẫn tin rằng các đặc điểm dị thường của quả cầu lửa chưa bao giờ được giải thích thỏa đáng bởi cuộc điều tra chính thức. LaPaz tiếp tục nghĩ rằng những quả cầu lửa màu xanh lá cây là nhân tạo, nhưng bây giờ tin rằng những quả cầu lửa, và cũng là con tàu vũ trụ ở Socorro, là những dự án bí mật cấp cao của chính phủ Mỹ. Ông cũng cáo buộc Hynek, Dự án Blue Book, và những người khác là một phần của "sự che đậy lớn cho một điều gì đó mà chính phủ không muốn thảo luận".